# Zitadelle Spandau
Zitadelle Spandau er et citadel i Spandau i det vestlige Berlin. Det blev opført 1559-1594 og regnes for at være en af Europas mest betydningsfulde og bedst bevarede fæstninger fra renæssancen.
Fæstningsanlægget er opført på en ø nordøst for Spandauer Altstadt, hvor floderne Havel og Spree møder hinanden og blev bygget for at beskytte byen, der helt frem til 1920 var selvstændig. Arkitekten var italieneren Francesco Chiaramella de Gandino. Byggeriet afspejler datidens byggetekniske ideal – den er symmetrisk, har fire bastioner og således ingen blinde vinkler.
Det har været anvendt til en række forskellige formål, bl.a. som ammunitionsfabrik under Trediveårskrigen og gaslaboratorium under 2. verdenskrig. Fra afslutningen af den fransk-tyske krig til udbruddet af 1. verdenskrig blev et af tårnene i Spandau anvendt til opbevaring af det tyske kejserriges krigskasse - en guldbeholdning på 120 mio. mark. I de senere år har det fungeret som museum og er en populær turistseværdighed.